# ISO 3166-2:BN
ISO 3166-2:BN és el subconjunt per a Brunei de l'estàndard ISO 3166-2, publicat per l'Organització Internacional per Estandardització (ISO) que defineix els codis de les principals subdivisions administratives.
Actualment per a Brunei, l'estàndard ISO 3166-2, està format per 4 districtes.
Cada codi es compon de dues parts, separades per un guió. La primera part és BN, el codi ISO 3166-1 alfa-2 per a Brunei. La segona part són dues lletres.

## Codis actuals
Els noms de les subdivisions estan llistades segons l'ISO 3166-2 publicat per la "ISO 3166 Maintenance Agency" (ISO 3166/MA).
| Codi  | Nom de la subdivisió (ca), (ms) |
| ----- | ------------------------------- |
| BN-BE | Belait                          |
| BN-BM | Brunei-Muara                    |
| BN-TE | Temburong                       |
| BN-TU | Tutong                          |